# Raphael Wolf
Raphael Wolf (ur. 6 czerwca 1988 w Monachium) – niemiecki piłkarz występujący na pozycji bramkarza. Od 2017 roku zawodnik Fortuny Düsseldorf.

## Kariera
Wolf jest wychowankiem SpVgg Unterhaching. W 2004 roku trafił do drużyny juniorów Hamburger SV. W 2007 roku dołączył do kadry rezerw tego klubu. W 2009 roku został piłkarzem austriackiego Kapfenberger SV. W barwach tej drużyny rozegrał 104 mecze w Bundeslidze. Przed sezonem 2011/2012 postanowił odejść do Werderu Brema.